# Ginés Alejandro López González
Ginés Alejandro López González (Huércal-Overa, 1950-24 de junio de 2024), conocido generalmente como Ginés López, fue un farmacéutico botánico español. Desarrolló gran parte de su actividad científica como profesor de Botánica en la Facultad de Farmacia de la Universidad Complutense de Madrid, de 1973 a 1978; y, en la Facultad de Biología de la Universidad Autónoma de Madrid de 1978 a 1979, y desde 1979 hasta 2015 en el Real Jardín Botánico de Madrid.
Fue uno de los promotores y editores de Flora Iberica.

## Honores

### Eponimia
En su honor se han nombrado las siguientes especies e híbridos:
- Armeria genesiana
- Astragalus gines-lopezii
- Centaurea genesii-lopezii
- Saxifraga genesiana
- Suaeda genesiana
- (Amaryllidaceae) Narcissus x genesii-lopezii  Fern.Casas 1987
- (Lamiaceae) Thymus × genesianus Galán Cela 1989

- La abreviatura «G.López» se emplea para indicar a Ginés Alejandro López González como autoridad en la descripción y clasificación científica de los vegetales.[3]

## Obras
- Árboles y arbustos de la península ibérica y las Islas Baleares
- Flora Iberica (entre otros, Fagaceae, Pinaceae, Arenaria, Carduncellus, Helianthemum, Rumex)